# Première période de taïfas
Pour l’article homonyme, voir Taïfa.

Royaumes de taïfas en 1037.

Royaumes de taïfas en 1080.

La première période de taïfas (en arabe : ملوك الطوائف mulūk aṭ-ṭawā'if ; en berbère : ⵜⵉⴳⵍⴷⵉⵏ ⵏ ⵟⵟⴰⵢⴼⴰ tigeldin n ṭṭayfa ; en espagnol : Reinos de taifa) est une période de l'histoire d'al-Andalus située entre la chute du Califat de Cordoue et la conquête almoravide.
Les taïfas sont des petits États arabes ou berbères, voire Saqāliba, aux frontières variables car ils se font la guerre entre eux. Ils assurent une continuité culturelle du Califat, mais ne représentent plus un danger pour les royaumes chrétiens du Nord auxquels il leur arrive de s'allier ou de payer tribut (les parias).
Datation : 1039-1094 (achèvement de la conquête almoravide)
Chefs marquants : Al-Mutamid Ibn Abbad, le roi de Séville
Prise en main des Almoravides depuis le Maghreb, à compter de 1086, et conquête à partir de 1090.

## Royaumes de taïfas
Situation en 1060, découlant de la chute du califat de Cordoue :
- 13 minuscules, telles des cités-État
- 10 de taille moyenne, dont une elle-même morcelée (taïfa de Séville)
- 2 grandes

Bilan : explosion en 25 potentats distincts.
- Les territoires les plus étendus :
  - Taïfa de Badajoz, Portugal sud
  - Taïfa de Tolède, Castille-la-Manche actuelle

- Au Levant:
  - Taïfa de Saragosse, de laquelle se sépare la taïfa de Calatayud en 1046.
  - Taïfa de Tudela et Lerida
  - Taïfa de Valence
- Cités-taïfa du Levant:
  - Taïfa de Tortosa
  - Taïfa d'Albarracín :
    - As Sahia (enclave au nord d'Albarracin, Taifa de Tolède) (assimilée à Albarracin sur la carte ci-dessus)
    - Alpuente (enclave au sud d'Albarracin, taïfa de Tolède)

- Sud-est de la péninsule:
  - Taïfa de Dénia (territoire : Baléares), qui prend Séville grâce au Rodrigo Díaz de Vivar.
  - Taïfa d'Almería incluse dans le Royaume de Murcie (à la date de 1060, contrairement à la carte représentant la situation de 1037)
  - Taïfa de Grenade : Mohammed ben Nazar y mettra un terme, par suite aux Almohades.
- Gibraltar : taïfa de Gibraltar (ca)) (éphémère)
  - Est de Gibraltar:
    - Taïfa de Cordoue
    - Cités-taifa :
      - Taïfa de Carmona
      - Hammudites, (Málaga et Algesiras)
        - Taïfa de Málaga (jusqu'en 1057/1058 puis dominée par les Zirides jusqu'en 1090)
        - Taïfa d'Algésiras
        - Taïfa de Ceuta (es)

      - Taïfa de Morón
      - Taïfa de Ronda

  - Cités-taïfa à l'ouest de Gibraltar:
    - Taïfa d'Arcos de la Frontera
    - Taïfa de Niebla

- Cités-taïfa liées à la taïfa de Séville, (ouest de Gibraltar et Portugal sud) 
 - instauration de la dynastie des Abbadides
  - Huelva y la Isla de Saltres
  - Taïfa de Mértola
  - Taïfa de Silves
  - Taïfa de Santa Maria del Algarve

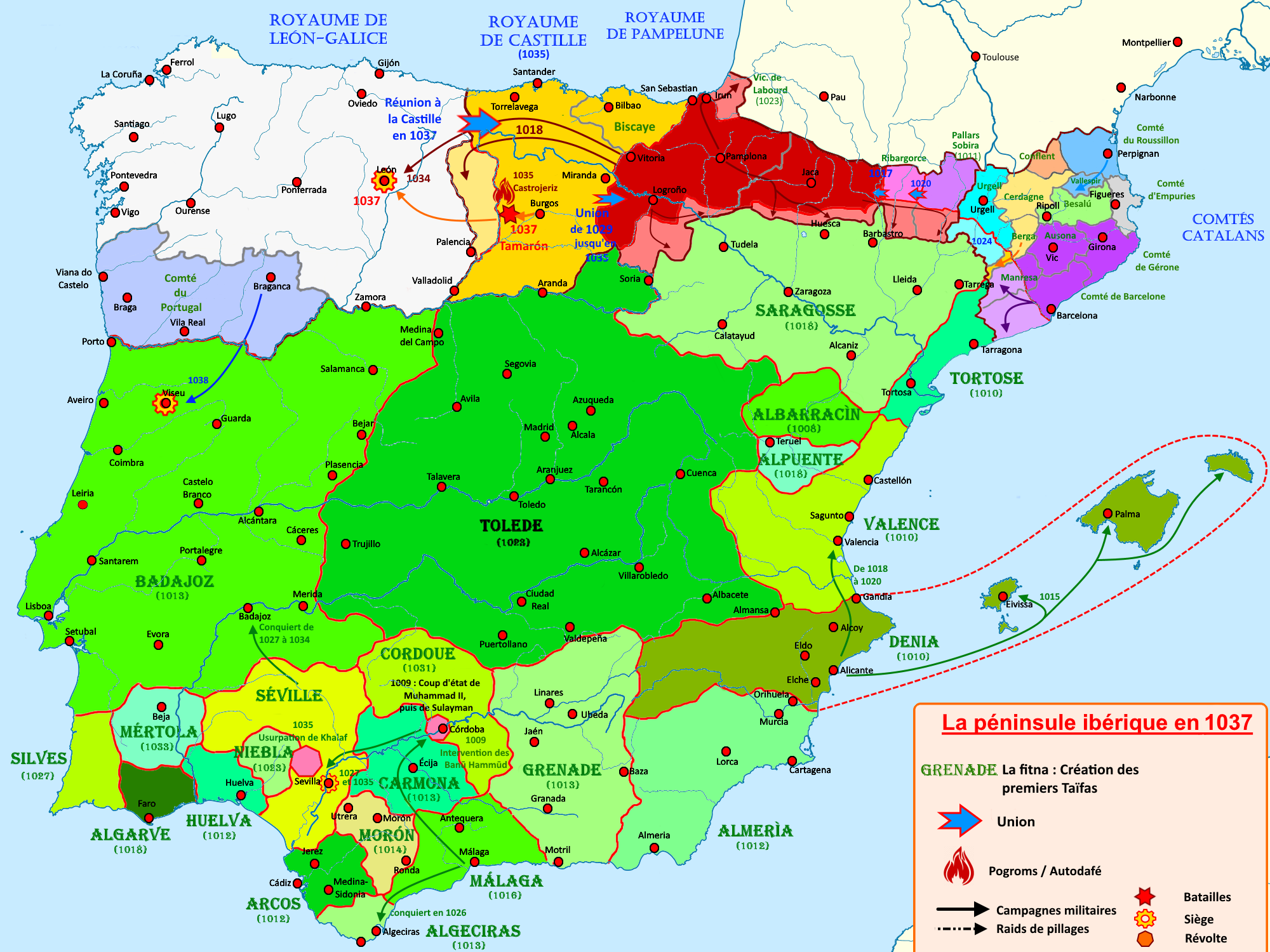
Les taïfas de 1002 à 1037
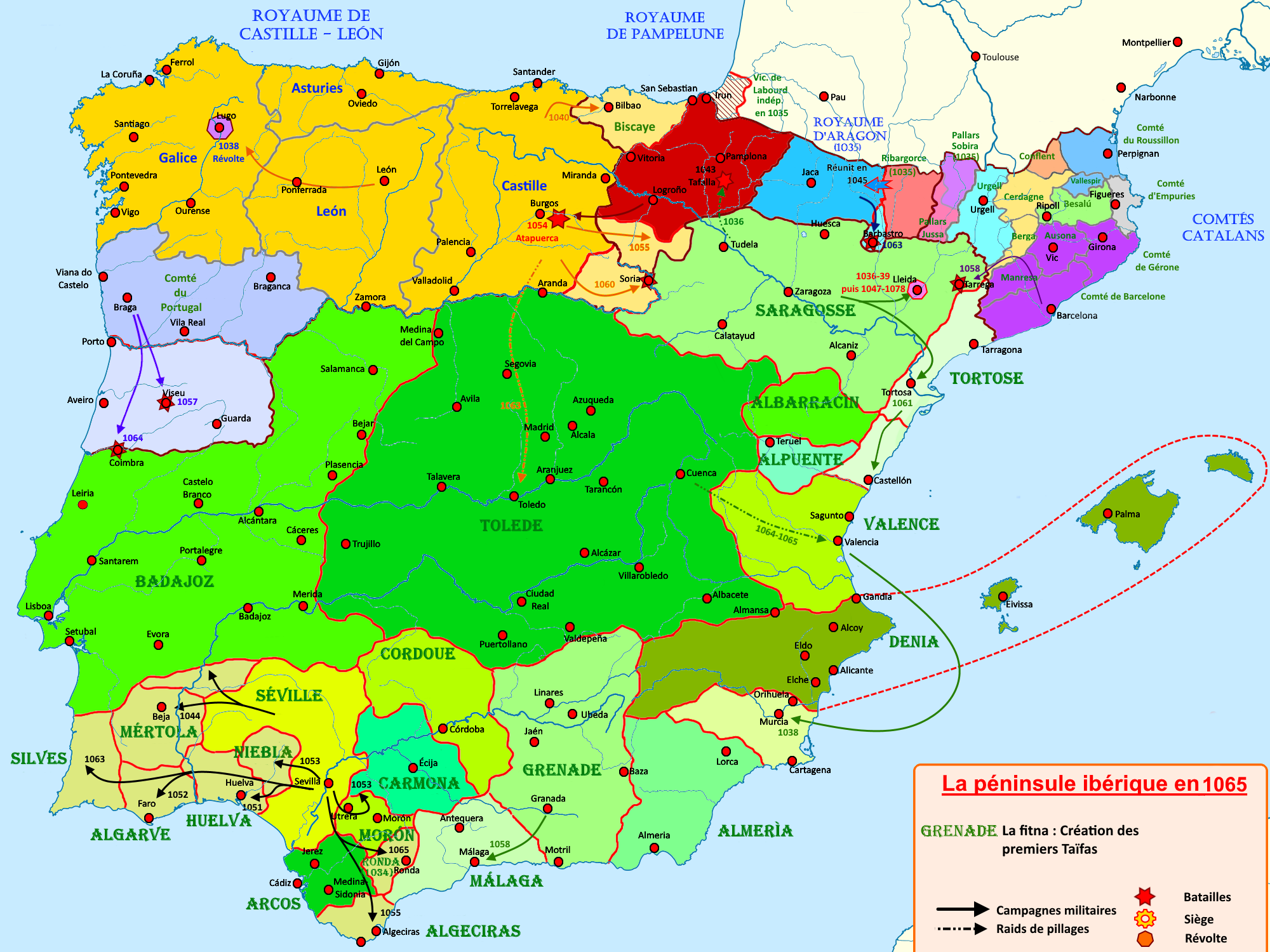
Les taïfas de 1037 à 1065
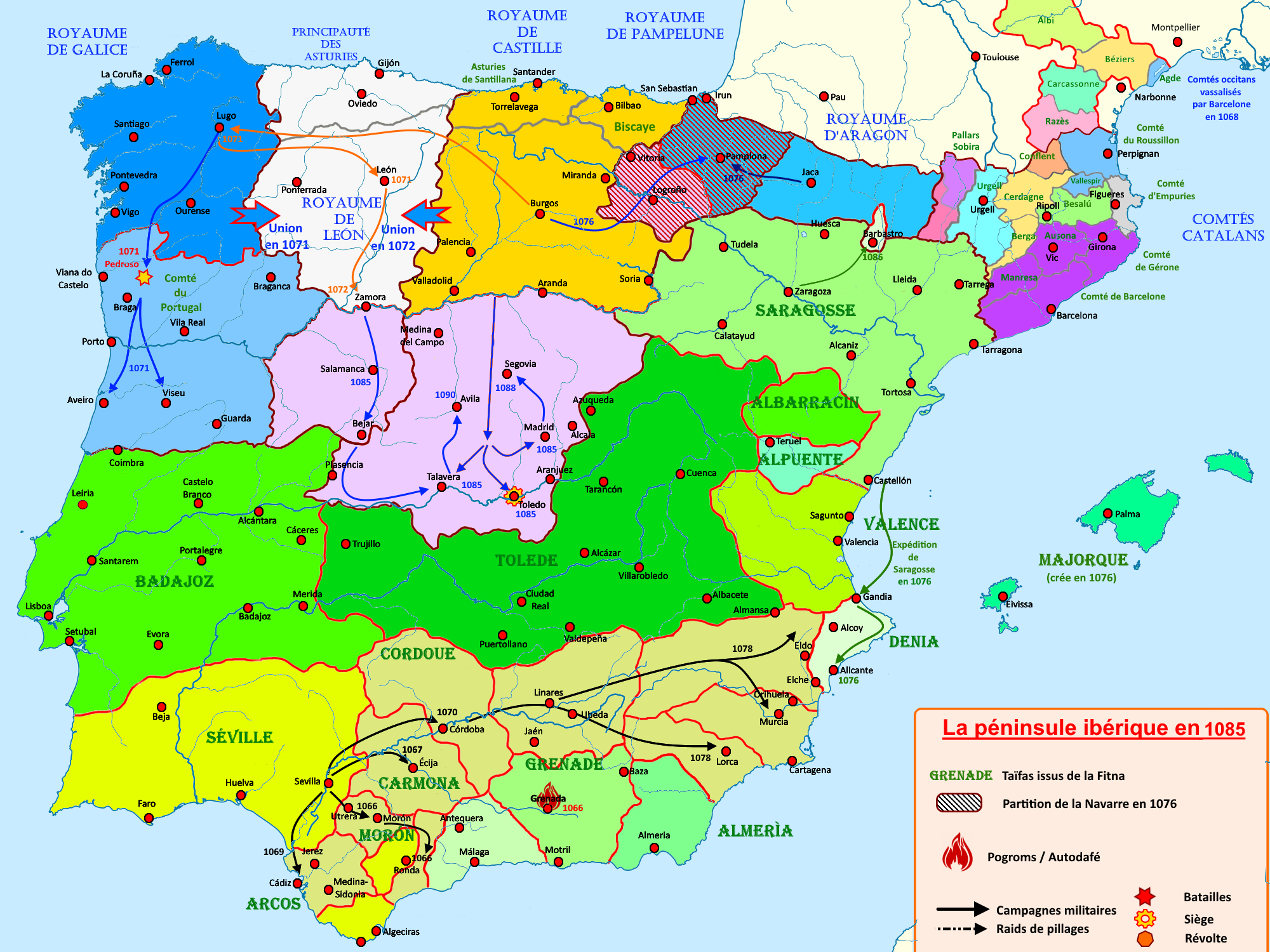
Les Taïfas de 1065 à 1085
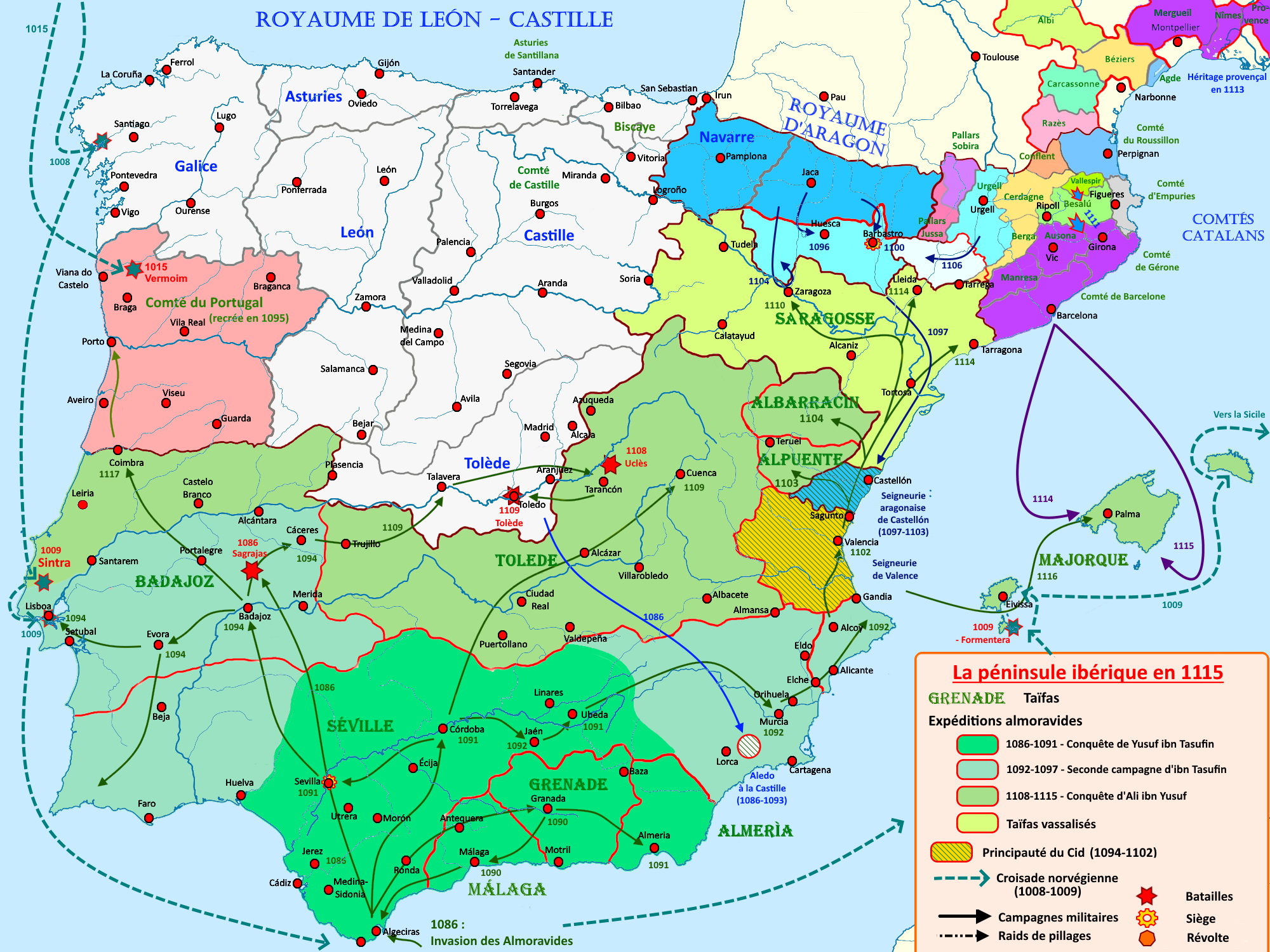
La destruction par les Almoravides des taïfas, 1085-1115

## Souverains
Les rois de Taïfas ("rois des factions" ou "Rois des régions" en castillan, de l'arabe Moulouk el Tawaïfou Mulûk al-Tawâif) sont des roitelets qui régnèrent en Espagne sur une trentaine de principautés musulmanes souvent éphémères qui se succédèrent entre 1009 et 1091 à l'époque des taïfas, puis périodiquement, dans le califat omeyyade de Cordoue et ultérieurement.
Parmi ces dynasties citons :
- Berbères :
  - Zirides de Taïfa de Grenade et à Malaga Hammudites après 1058.
  - Banu Qasim de la Taïfa d'Alpuente jusqu'en 1103
  - Banou Razin de la Taïfa d'Albarracín
  - Aftasides de la Taïfa de Badajoz
  - Dhunnunides de la Taïfa de Tolède
  - Banou Ifren de la Taïfa de Ronda
  - Banu Jizroun de la Taïfa d'Arcos de la Frontera
  - Banou-Ghaniyya de la Majorque jusque 1205
  - Birzalides de la Taïfa de Carmona
  - Dammarides de la Taïfa de Moron
  - Royaume de Grenade

- Arabes:
  - Abbadides de Taïfa de Séville
  - Houdides de Taïfa de Saragosse
  - Toujibides de Taïfa de Saragosse
  - Nasrides de Royaume de Grenade
- Arabo-Berbères (Chérifs) : 
  - Hammudites de la Taïfa de Malaga et de la Taïfa d'Algésiras jusqu'en 1058.
- Banu Qasi (Wisigoths et Hispano-Romains musulmans) :
  - Walis (Gouverneurs) de la vallée de l'Èbre (Ejea, Tudèle, Tarazona, Borja et Arnedo) jusqu'aux abords de Saragosse
  - Taïfa de Mértola fondé par Ahmad ibn al-Husayn ibn Qasi en 1144
  - Banu Harún (es) de la Taïfa de Santa Maria del Algarve jusqu'en 1108
- Saqalibas (Slaves musulmans) :
  - Amirides de la Taïfa de Valence, d'Almeria et de Dénia.
  - Taïfa de Tortose, fondée par Labib al-Fata al-Saqlabi (en) en 1108

## Adversaires contemporains
Encore en position d'infériorité à la chute du Califat, les chrétiens vont tailler la Couronne de Castille sur les terres reconquises.
2 grands et 9 petits avant 1037.
- Royaume de León
- Royaume de Navarre (ou de Pampelune)

- Pyrénéens (issus des précédentes marches carolingiennes) :
  - Aragon
  - Ribagorce
  - Sobrarbe
  - comté de Pallars
  - comté d'Urgell
  - comté du Roussillon

- Catalogne hors Pyrénées
  - Comté d'Ampurias
  - Comté de Barcelone
  - Comté de Cerdagne (Cerdenya, puigcerdá)

Les 6 derniers sont assimilables aux comtés catalans.